# Bredbladet kalmia
Bredbladet Kalmia (Kalmia latifolia) er en art af Kalmia-slægten med rosa blomster.

## Beskrivelse
Bredbladet Kalmia har skinnende og blanke lancetformede blade. Den blomstrer med lys rosa-hvide blomster i juni.
Arten vokser langsomt. Efter 10 år har den en højde på ca. 100 cm. Det er i øvrigt en hårdfør plante.

## Sorter
- Kalmia latifolia 'Silver Dollar'
- Kalmia latifolia 'Pink Frost'
- Kalmia latifolia 'Ostbo Red'
- Kalmia latifolia 'Bridesmaid'

| Portal | Portal:Botanik |

| Botanik | Spire Denne botanikartikel er en spire som bør udbygges. Du er velkommen til at hjælpe Wikipedia ved at udvide den. |